# Dorfkirche Zethlingen

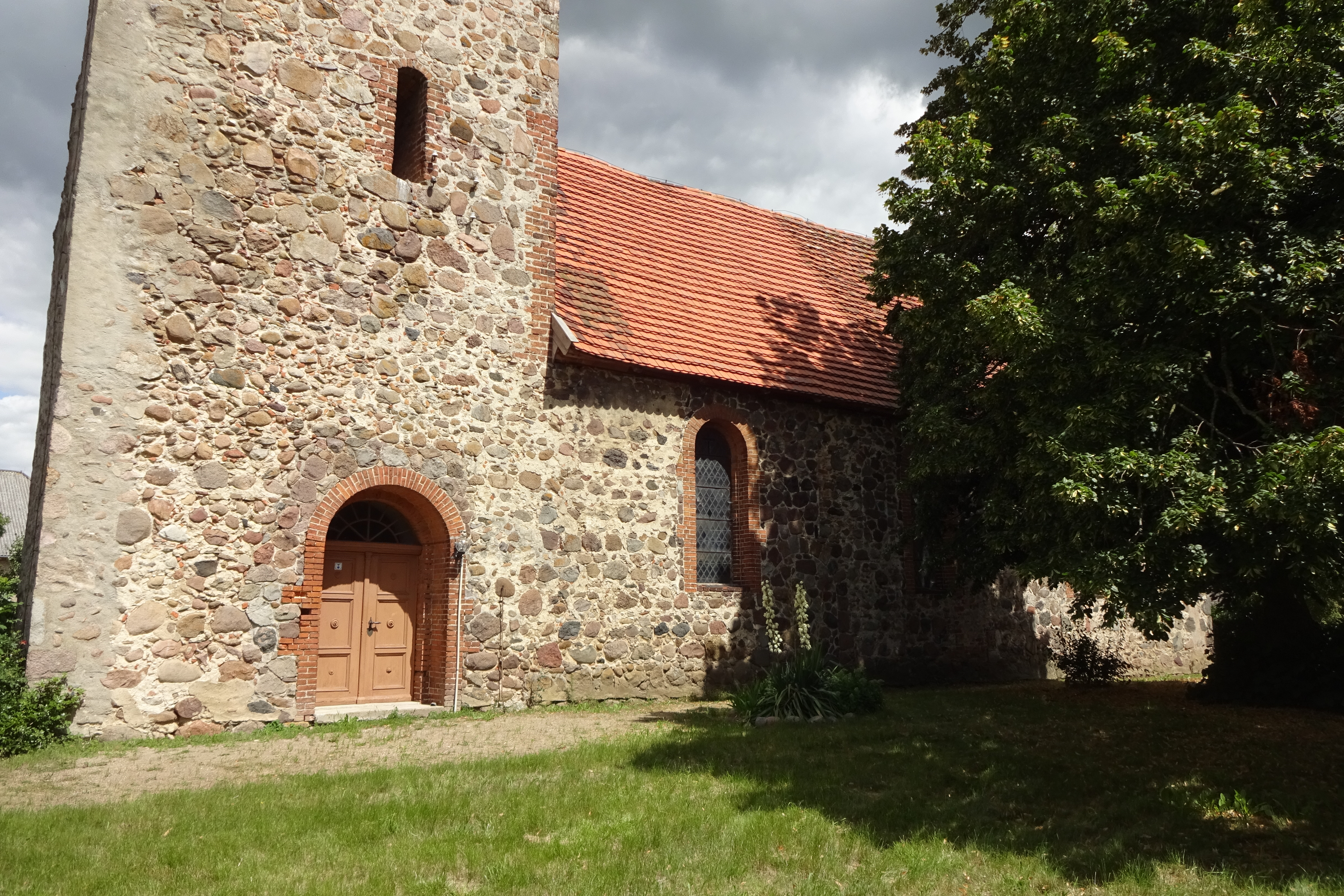
Kirche Zethlingen

Die evangelische Dorfkirche Zethlingen ist eine spätromanische Saalkirche im Ortsteil Zethlingen von Kalbe (Milde) im Altmarkkreis Salzwedel in Sachsen-Anhalt. Sie gehört zum Pfarrbereich Kalbe-Kakerbeck im Kirchenkreis Salzwedel der Evangelischen Kirche in Mitteldeutschland (EKMD).

## Geschichte und Architektur
Die langgestreckte, rechteckige Saalkirche mit hohem walmgedeckten Westquerturm stammt aus dem zweiten Drittel des 13. Jahrhunderts. Das Feldsteinmauerwerk ist insbesondere im östlichen Teil mit umfangreichen Resten von Ritzquaderung versehen. An der Südseite sind zwei vermauerte Rundbogenportale eingelassen. Im Osten ist eine Dreifenstergruppe angeordnet, die verputzten spitzbogigen Laibungen sind mit schwach erkennbaren Resten von weißer Kalksteinmalerei belebt. Die großen Rundbogenfenster des Schiffs und das Portal an der Turmsüdseite stammen vermutlich aus den 1880er Jahren. Von besonderem Interesse ist das Innere  des Turms und sein Verhältnis zum Schiff. Die Turmhalle ist jetzt durch ein rundbogiges Feldsteintonnengewölbe des zweiten Obergeschosses abgeschlossen, die ungefähr in Traufhöhe des Schiffs verläuft. Das zweite Obergeschoss ist mit Kanten aus Backstein und schmalem flachbogigem Zugang von Süden versehen, der ehemals in großem Spitzbogen mit abgetreppter Backsteinlaibung emporenartig zum Schiff geöffnet war. Das Schiff wurde spätestens in dieser Phase mit hölzernem Tonnengewölbe oder mit offenem Dachwerk versehen. Die nördliche und die östliche Schallöffnung ist spitzbogig gebildet und mit Archivolten und gekuppelten Teilungsarkaden aus Backstein versehen, welche mit abgerundeten Laibungen auf runder Mittelstütze ausgebildet sind. Das Innere des Schiffs ist jetzt flachgedeckt und wurde in den 1830er Jahren renoviert.

## Ausstattung
Einziges mittelalterliches Ausstattungsstück ist die achteckige Kuppa der Taufe mit dem Datum 1515 auf einem modernen Fuß. Von den mittelalterlichen Abendmahlsgeräten ist ein stark beschädigte Patene erhalten. Von den bis 1917 vorhandenen Glocken ist eine aus dem Jahr 1683 erhalten, die abgegebene kleinere Glocke wurde durch eine Stahlglocke von Schilling & Lattermann ersetzt.
Auf der schlichten hölzernen Westempore ist eine Orgel mit spätklassizistischem Prospekt aufgestellt, die nach Inschrift von Eduard Beyer aus Magdeburg 1886 erbaut wurde.